# Trogia
Genre
Trogia est un genre de champignons basidiomycètes de la famille des Tricholomataceae.

## Liste d'espèces
Selon GBIF (3 décembre 2023) :
- Trogia alba Corner
- Trogia aphylla Corner
- Trogia aplorutis (Mont.) Fr.
- Trogia aquosa Corner
- Trogia aurantiphylla Corner
- Trogia benghalensis K.Acharya & A.K.Dutta
- Trogia borneoensis Lloyd
- Trogia brevipes Corner
- Trogia buccinalis (Mont.) Pat.
- Trogia calyculus Corner
- Trogia cantharelloides (Mont.) Pat.
- Trogia carminea Corner
- Trogia caryotae Pat.
- Trogia ceraceomollis Corner
- Trogia cervina Corner
- Trogia cinerea Pat.
- Trogia crinipelliformis Corner
- Trogia cyanea Corner
- Trogia delicata Corner
- Trogia diminutiva Corner
- Trogia exigua Corner
- Trogia fuliginea Corner
- Trogia fulvochracea Corner
- Trogia furcata Corner
- Trogia fuscoalba Corner
- Trogia fuscolutea Corner
- Trogia fuscomellea Corner
- Trogia ghesquierei Beeli
- Trogia grisea (Berk.) Pat.
- Trogia guadalupensis Corner, 1991
- Trogia hispidula Corner
- Trogia holochlora (Berk. & Broome) Corner
- Trogia icterina (Singer) Corner
- Trogia impartita Corner
- Trogia inaequalis (Berk. & Broome) Corner
- Trogia infundibuliformis Berk. & Broome, 1873
- Trogia lilaceogrisea Corner
- Trogia limonosporoides Corner
- Trogia macra Corner
- Trogia mammillata Corner
- Trogia mellea Corner
- Trogia mycenoides Corner
- Trogia nigrescens Corner
- Trogia nitrosa Corner
- Trogia ochrophylla Corner
- Trogia octava Corner
- Trogia odorata Corner
- Trogia omphalinoides Corner
- Trogia pallida Corner
- Trogia papillata Corner
- Trogia papyracea (Berk. & M.A.Curtis) Corner
- Trogia pleurotoides Corner
- Trogia polyadelpha Corner
- Trogia primulina Corner
- Trogia rabida (Berk. & Broome) Corner
- Trogia raphanolens Corner
- Trogia revoluta Corner
- Trogia rivulosa Corner
- Trogia rosea Corner
- Trogia seriflua Corner
- Trogia silvae-araucariae de Meijer
- Trogia silvestris (Holterm.) Corner
- Trogia straminea Corner
- Trogia subdistans Corner
- Trogia subgelatinosa Corner
- Trogia subglobospora Corner
- Trogia sublateralis Corner
- Trogia subrufescens Corner
- Trogia subtomentosa Corner
- Trogia subtranslucens Corner
- Trogia subviridis Corner
- Trogia tenax Corner
- Trogia tricholomatoides Corner
- Trogia umbonata Rick
- Trogia umbrinoalba Corner
- Trogia venenata Zhu L.Yang, Yan C.Li & L.P.Tang
- Trogia violaceogrisea (Henn.) Pat.